# Rosalie Abella
Rosalie Silberman Abella (n. 1 de julio de 1946, Stuttgart) es una jurista canadiense de origen judeo-alemán. Fue nombrada en 2004 a la Corte Suprema de Canadá, convirtiéndose en la primera mujer judía en formar parte de la Corte Suprema de Canadá.

## Primeros años
Rosalie Silberman Abella nació en un campo de desplazados en Stuttgart, Alemania, donde su padre, un abogado, era defensor de las personas desplazadas en la zona aliada del suroeste de Alemania. Se mudó a Canadá con su familia en 1950. Asistió a la Universidad de Toronto, donde obtuvo un B.A. en 1967 y una licenciatura en Derecho en 1970.

## Carrera
Abella practica leyes civiles de familia hasta 1976, cuando a la edad de 29 años, fue nombrada para el Tribunal de Familia de Ontario (ahora parte de la Corte de Justicia de Ontario), siendo a la vez la jueza más joven y la primera embarazada en la historia de Canadá en obtener dicho cargo. Ella fue nombrada miembro del Tribunal de Apelaciones de Ontario en 1992. Ha actuado como presidente del Consejo de Relaciones Laborales de Ontario, el Estudio de Acceso a los Servicios Jurídicos de las Personas con Discapacidad de Ontario y la Ley de la Comisión de Reforma de Ontario, y como miembro de la Comisión de Derechos Humanos de Ontario y de la investigación judicial sobre el caso de Donald Marshall. Está considerada como una de los principales expertos de Canadá sobre los derechos humanos, y ha enseñado en la Escuela de Leyes McGill en Montreal.